# Hetta (roman av Lee Child)
Hetta (Echo Burning) är den femte boken om Jack Reacher skriven av Lee Child. Boken utkom 2001 och gavs ut i Sverige av B. Wahlströms som inbunden augusti 2004 och pocket juni 2006.